# Kortkeros
Kortkeros è un villaggio della Russia. È il centro amministrativo del distretto Kortkerosskij. Si trova sulla riva sinistra del fiume Vyčegda, 49 km a est di Syktyvkar.